# Pachycerosia lutulenta
Pachycerosia lutulenta är en fjärilsart som beskrevs av Alfred Ernest Wileman och Reginald James West 1928.
Pachycerosia lutulenta ingår i släktet Pachycerosia och familjen björnspinnare. Inga underarter finns listade i Catalogue of Life.